# نهر ييفر

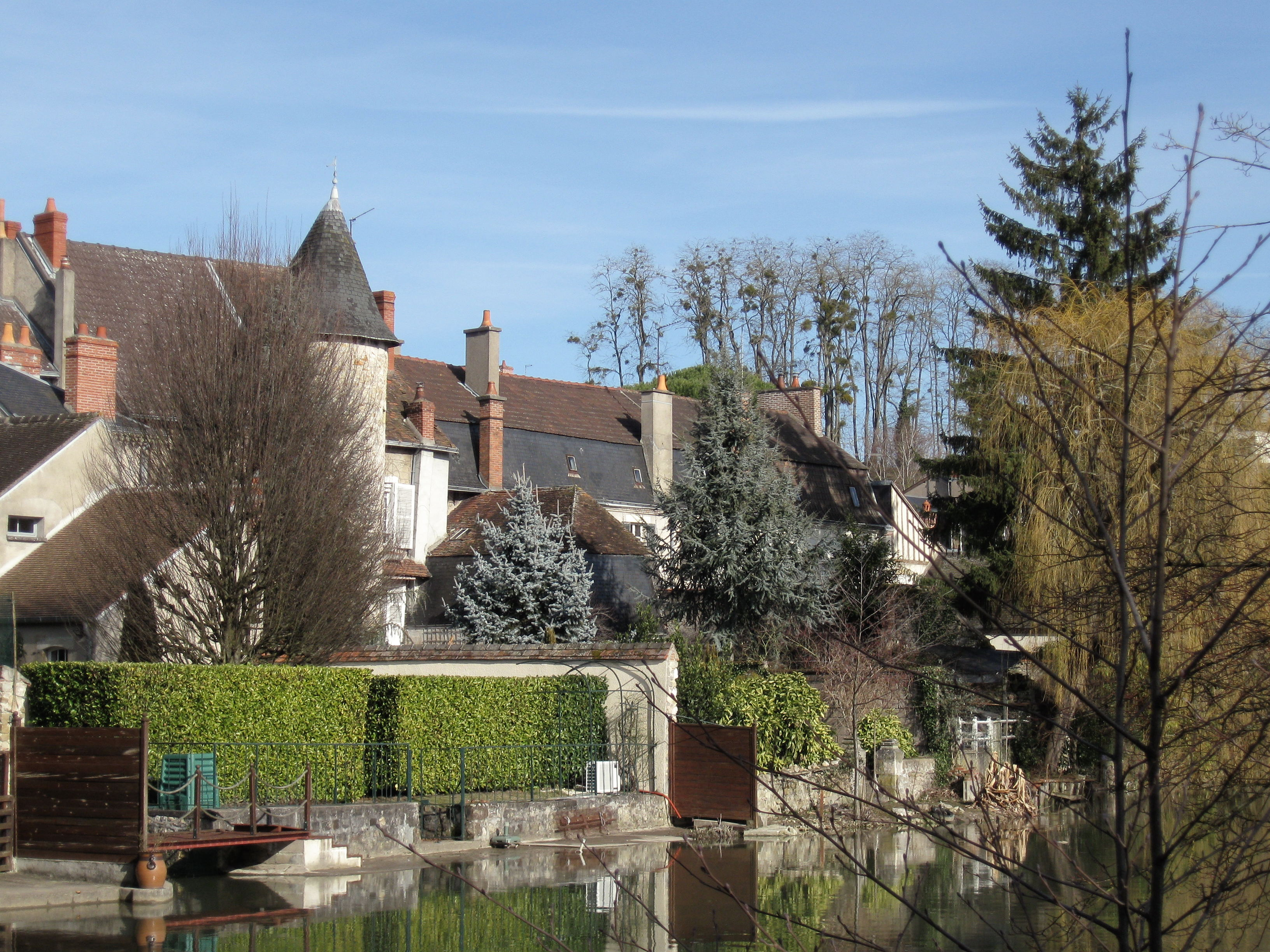
نهر ييفر

ييفر (بالفرنسية: Yèvre)‏ هو نهر يقع وسط فرنسا، وهو الرافد الأيمن من نهر شير.